# Alexandr Parygin
Alexandr Parygin (* 25. dubna 1973 Almaty) je kazachstánsko-australský moderní pětibojař. Na Letních olympijských hrách 1996 v Atlantě reprezentoval Kazachstán a získal zlatou medaili v individuálním závodě.
Poté odešel do Austrálie, kterou reprezentoval na Letních olympijských hrách 2004 v Athénách.